# Ga Aioi (Hyōgo)
Aioi Station (相生駅 Aioi-eki) là một ga đường sắt ở Aioi, Hyōgo, Nhật Bản do JR West vận hành.

## Các tuyến
- Sanyō Shinkansen
- Tuyến Sanyō
- Tuyến Akō

## Bố trí Ke ga
Ga Aioi có 3 track (1-3) cho các tuyến Sanyo và Ako, và 2 track cho tuyến Shinkansen. Quầy kiểm soát vé ở tầng 2, và có 2 lối ra ở bắc và nam. Tuyến Sanyo nằm ở tầng 1, các track Shinkansen ở tầng 3.

## Các ga lân cận
| «                | «                | Dịch vụ               | »                | »                |
| JR West          | JR West          | JR West               | JR West          | JR West          |
| Sanyō Shinkansen | Sanyō Shinkansen | Sanyō Shinkansen      | Sanyō Shinkansen | Sanyō Shinkansen |
| ---------------- | ---------------- | --------------------- | ---------------- | ---------------- |
| Himeji           | Himeji           | -                     | Okayama          | Okayama          |
| Sanyō Main Line  |                  |                       |                  |                  |
| Tatsuno          |                  | Special Rapid         |                  | Une              |
| Ga cuối          |                  | Local (Rapid service) |                  | Une              |
| Akō Line         |                  |                       |                  |                  |
| Tatsuno          |                  | Special Rapid         |                  | Nishi-Aioi       |
| Tatsuno          |                  | Local                 |                  | Nishi-Aioi       |